# Cylindrepomus albovittatus
Cylindrepomus albovittatus là một loài bọ cánh cứng trong họ Cerambycidae.